# Misumenops curadoi
Misumenops curadoi là một loài nhện trong họ Thomisidae.
Loài này thuộc chi Misumenops. Misumenops curadoi được Ilka Maria Fernandes Soares miêu tả năm 1943.